# Monoploutev

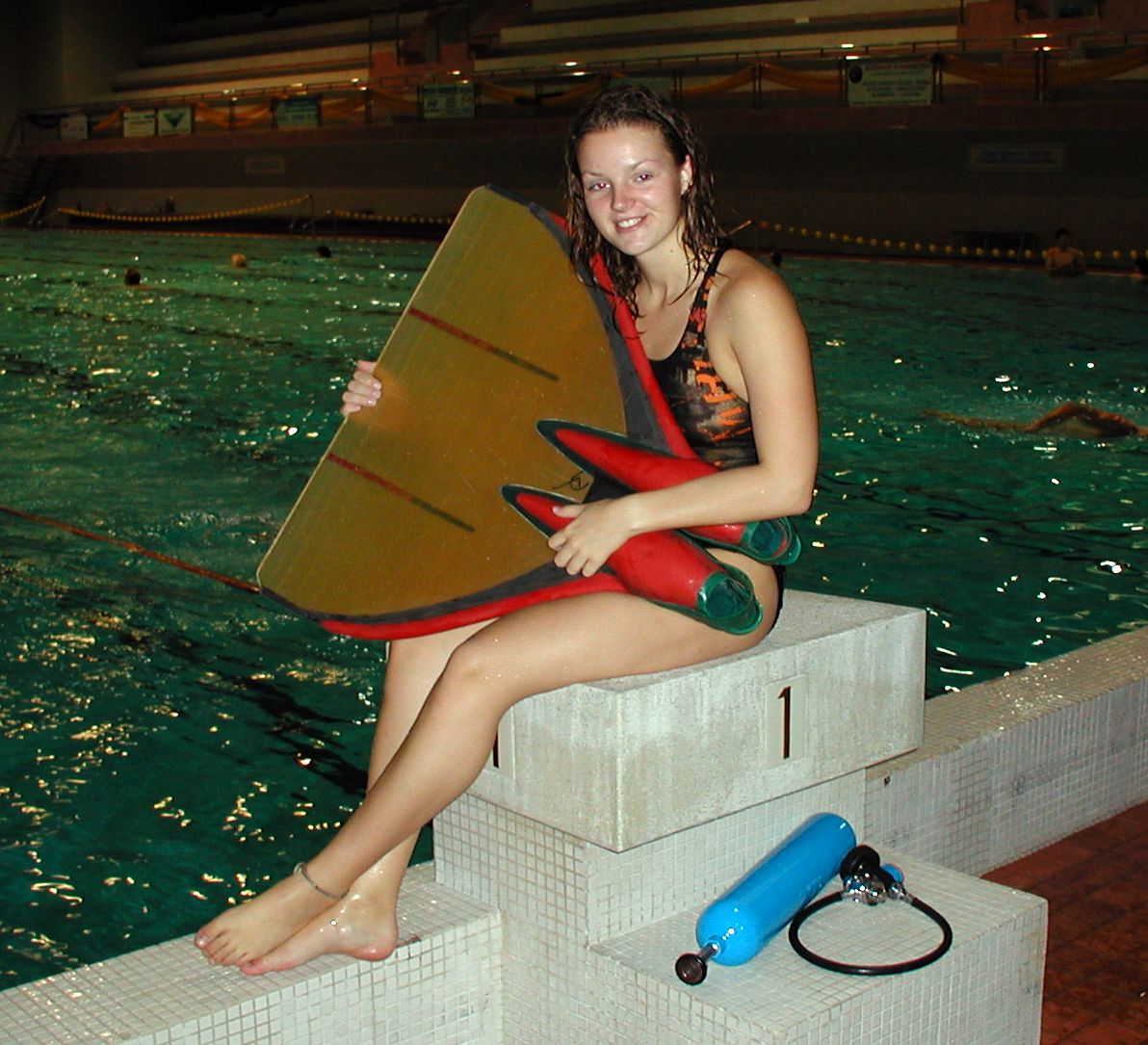
Závodnice s monoploutví

Monoploutev je typ plavecké ploutve používaný především při ploutvovém plavání nebo free-divingu. Skládá se z jednoduchého ploutvového listu a botek pro obě nohy plavce.
Nejčastěji používaným materiálem pro výrobu monoploutví je sklolaminát (seštípaný nebo litý). Většinu laiků při prvním setkání s monoploutví překvapí její veliké rozměry a relativně vysoká hmotnost. Používaný materiál, tvar i velikost byl měl odpovídat síle plavce a kvalitě techniky jeho stylu.
Monoploutev může být použita k plavání:
- na hladině, v bazénech nebo na volné vodě
- pod vodní hladinou bez vzduchu (apnoe)
- pod vodní hladinou s dýchacím přístrojem

## Historie
Monoploutev byla poprvé představena v SSSR v roce 1972 ukrajinským klubem ploutvového plavání. Od té doby je používána v plaveckých závodech, v nichž závodníkům umožňuje dosáhnout rychlosti i 12 km/h.

## Plavecký styl
Plavec s monoploutví má ruce natažené dopředu, dlaně překryté přes sebe, hlavu schovanou mezi pažemi. Vlnivý pohyb začíná v ramenou, s maximální amplitudou přechází na boky. Nohy (bez ohýbání) přenášejí pohyb a sílu na monoploutev. Tento plavecký styl se nazývá delfín.

## Požadavky dle SPČR
Pravidla Svazu potápěčů ČR vymezují vzhled a velikost závodních monoploutví pro ploutvové plavání takto:

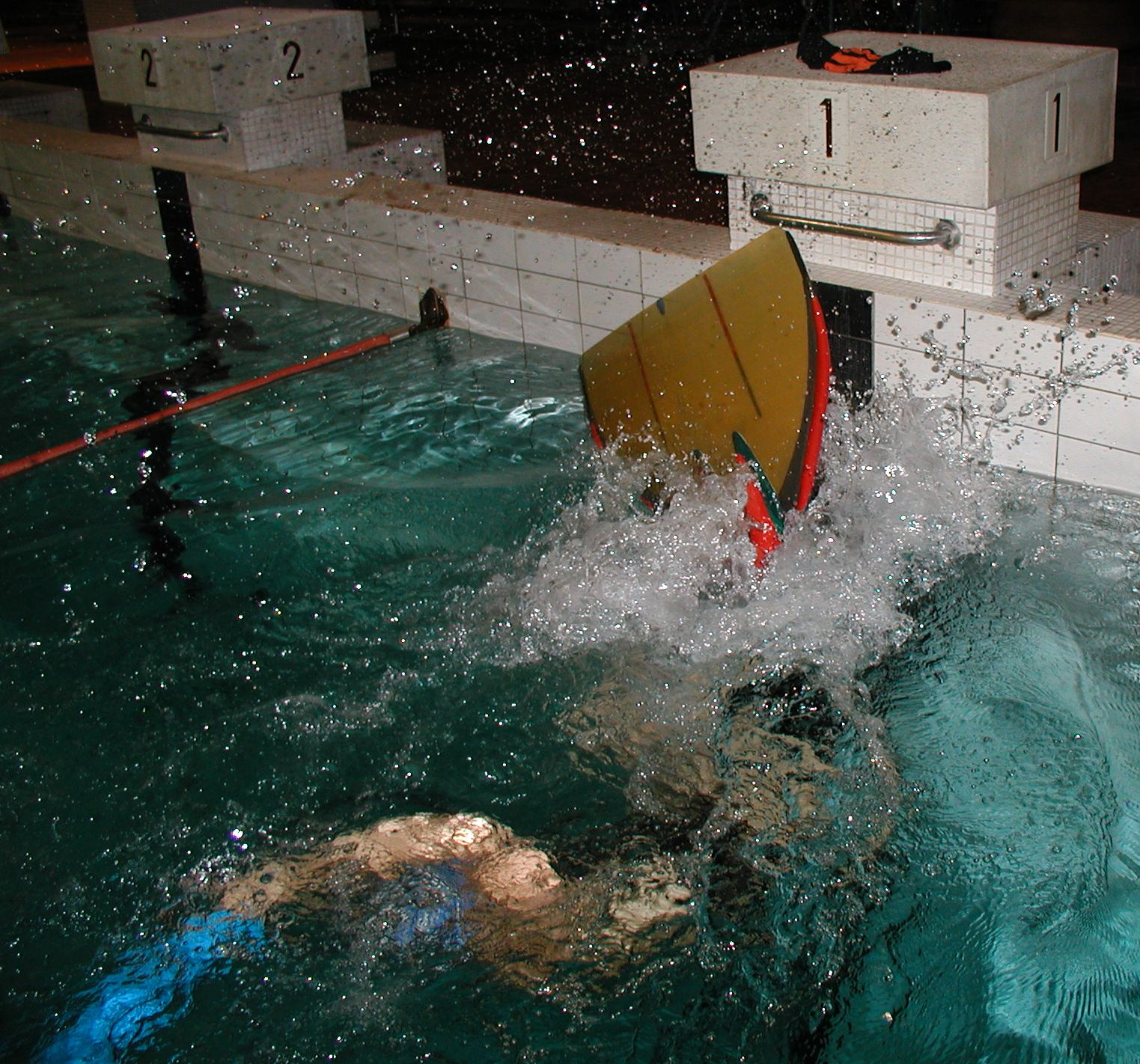
Obrátka s monoploutví

- Není žádné omezení co se týče použitého materiálu.
- Monoploutev může plavat.
- Maximální rozměry monoploutve jsou: délka 760 mm, šířka 760 mm, výška 150 mm.
- Šířka se měří od levé do pravé strany listu.
- Délka se měří mezi body A a B (viz nákres[nedostupný zdroj]).
- Výška se měří šablonou jejíž výška je 150 mm.
- Botky musí být konstruovány pouze tak, aby neumožňovaly závodníkovi žádnou pomoc při plavání. Do botek nesmějí být zabudována žádná pera ani žádná zařízení jakéhokoliv druhu.
- Botky monoploutve musí zajišťovat stabilitu závodníka na startovním bloku.
- Šrouby pod listem ploutví a monoploutve jsou přísně zakázány vyjma toho, pokud jsou zakryty dostatečně silnou ochranou.